# Komszomolszkaja metróállomás (Szokolnyicseszkaja vonal)
A moszkvai metrónak az 1-es számú, piros színnel jelzett, Szokolnyicseszkaja nevű vonalán található Komszomolszkaja állomás a közeli Komszomolszkaja ploscsagyról, illetve azon keresztül a Szovjetunió kommunista ifjúsági szövetségéről, a Komszomolról kapta nevét. A Krasznoszelszkij kerületben, a főváros Központi közigazgatási körzetében helyezkedik el. Az állomáson átszállási lehetőség van a a Kolcevaja vonal Komszomolszkaja állomására. Szomszédos állomásai a Szokolnyicseszkaja vonalon a Krasznije vorota és a Krasznoszelszkaja.

## Története
1935. május 15-én nyitották meg a moszkvai metró első, 13 állomásból álló szakaszának átadásakor (Szokolnyiki–Park Kulturi, elágazással az Ohotnij Rjad–Szmolenszkaja felé). 1952. január 30-án összekötötték a az új Kolcevaja vonalon létesített azonos nevű állomással.
1941. március 15-én az állomás megkapta a Sztálin-díj első fokozatát.
A kéreg alatti kiképzésű állomás igen forgalmas, elsősorban a Komszomolszkaja ploscsagy körül elhelyezkedő három fejpályaudvar, a Leningrádi, a Jaroszlavli és a Kazanyi pályaudvar miatt. 2002-es adatok szerint az állomás napi forgalma 41 200 belépő és 44 700 kilépő utas volt, de ezzel messze elmaradt a Kolcevaja vonalon lévő testvérállomása mögött.

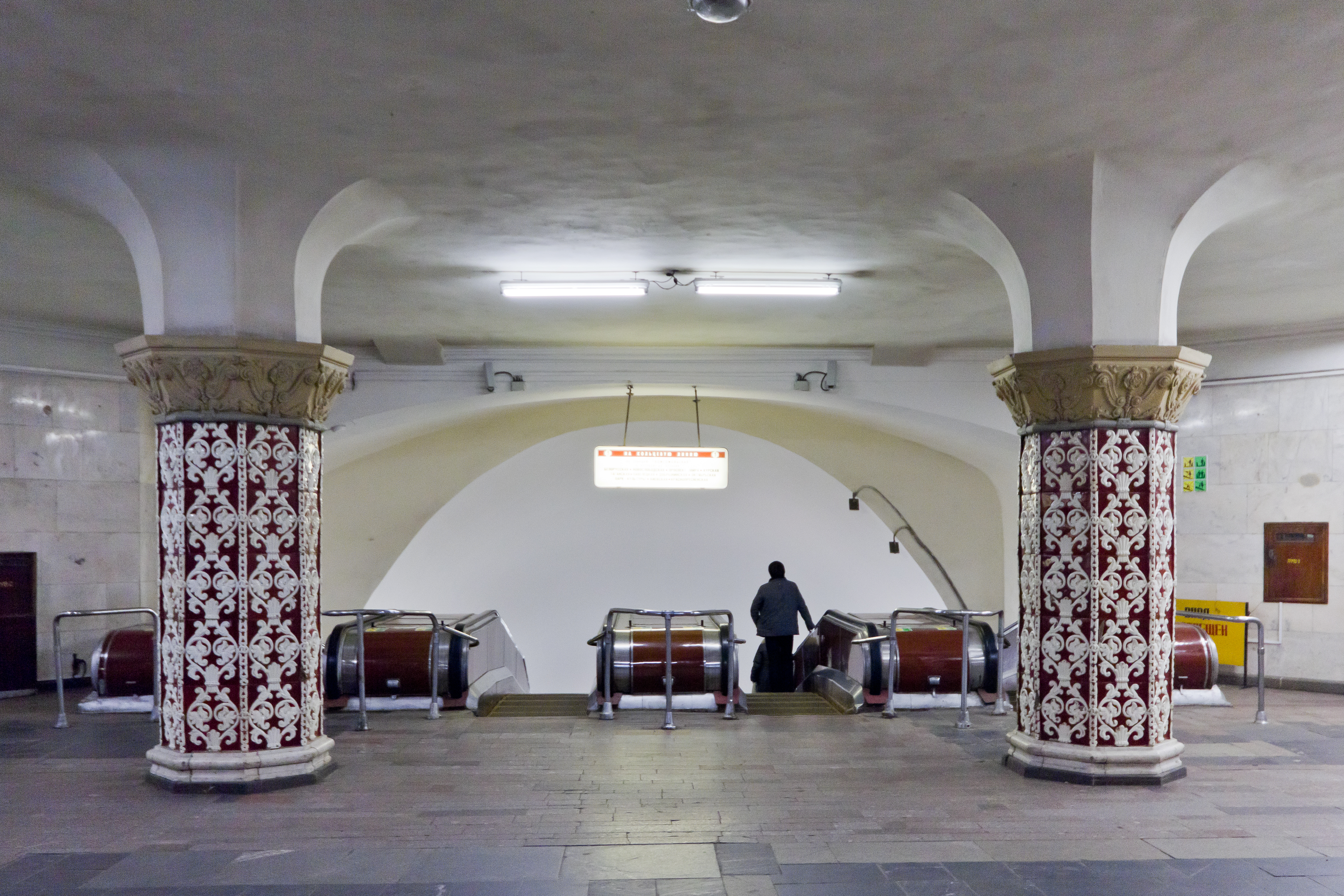
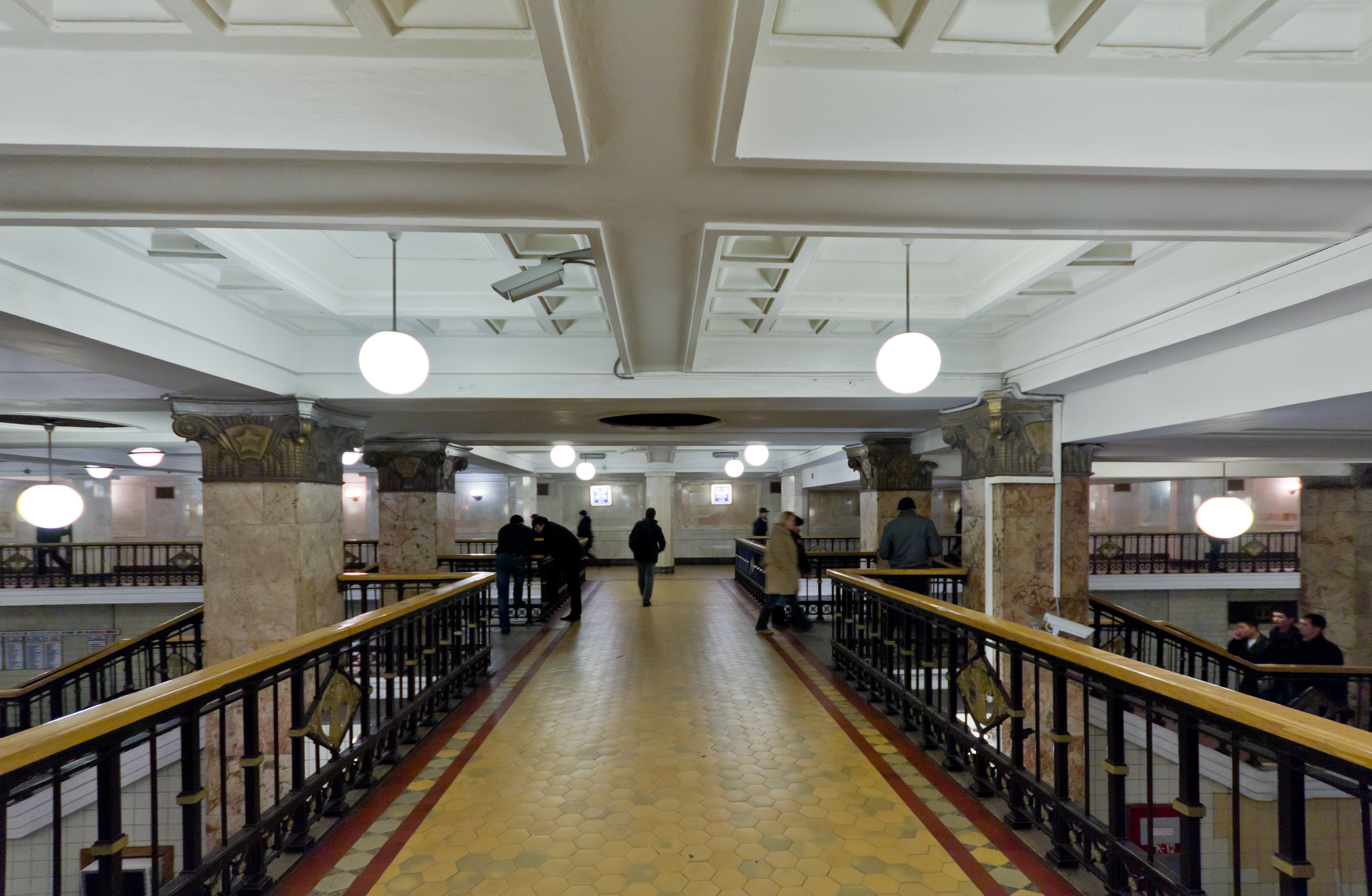
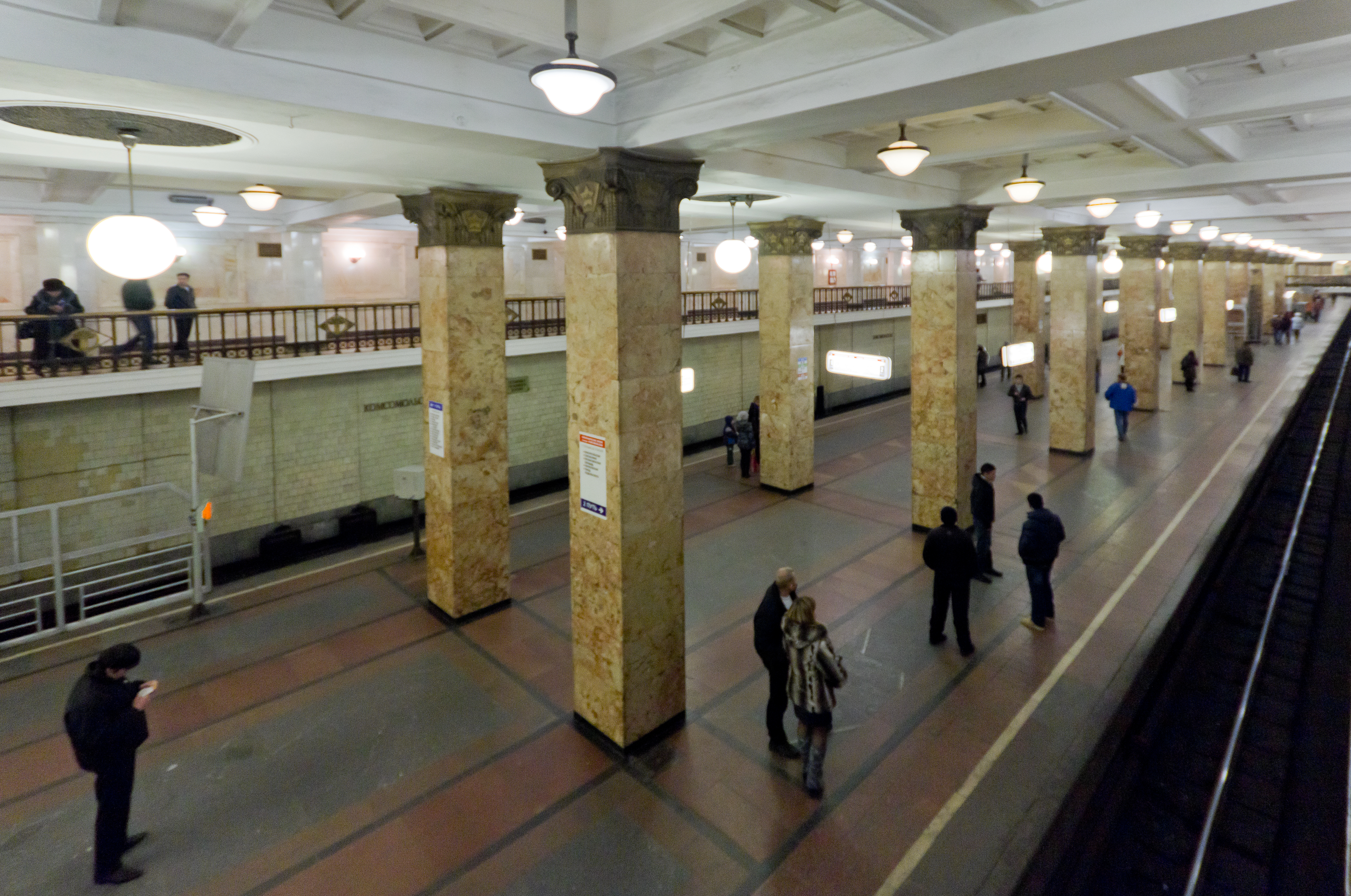
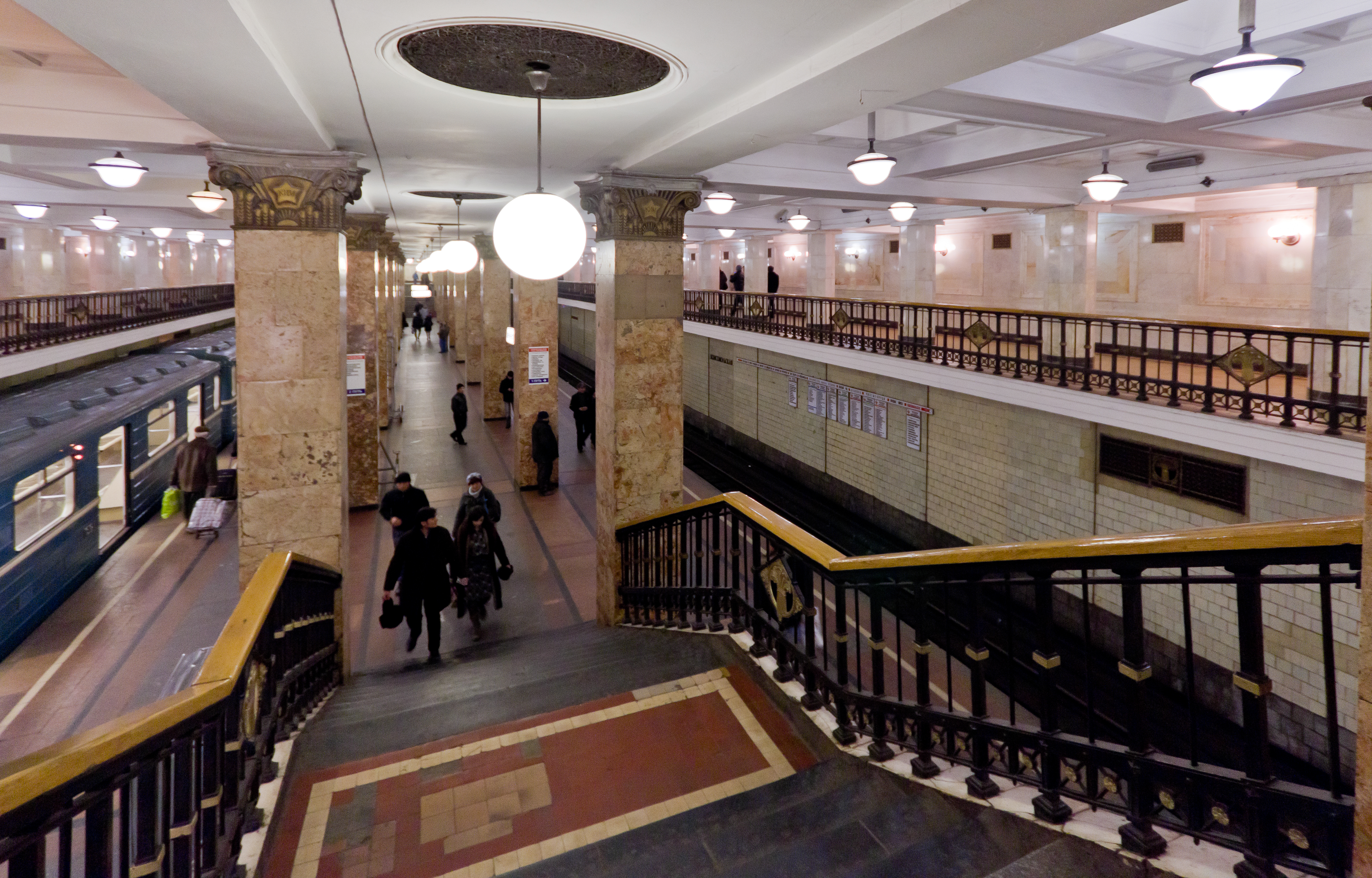

## Díszítése
A vágányok mögötti falakat világossárga kerámialapok borítják, a padlózatot szürke és vörös gránit. A négyzetes keresztmetszetű oszlopokat aranysárga márványlapok burkolják, az oszlopfőkön a Kommunista Ifjúsági Internacionálé nagyméretű bronz emblémáit helyezték el annak emlékére, hogy a komszomolisták az 1930-as években nagy részt vállaltak az állomás építéséből.
Az állomáson nagyméretű Jevgenyij Jevgenyjevics Lanszere művészi majolika pannóin ábrázolják az építkezés hősies munkáját.

## Fordítás
- Ez a szócikk részben vagy egészben  a(z)   Комсомольская (станция метро, Сокольническая линия) című orosz Wikipédia-szócikk ezen változatának fordításán alapul.  Az eredeti cikk szerkesztőit annak laptörténete sorolja fel. Ez a jelzés csupán a megfogalmazás eredetét és a szerzői jogokat jelzi, nem szolgál a cikkben szereplő információk forrásmegjelöléseként.